# Bederniță

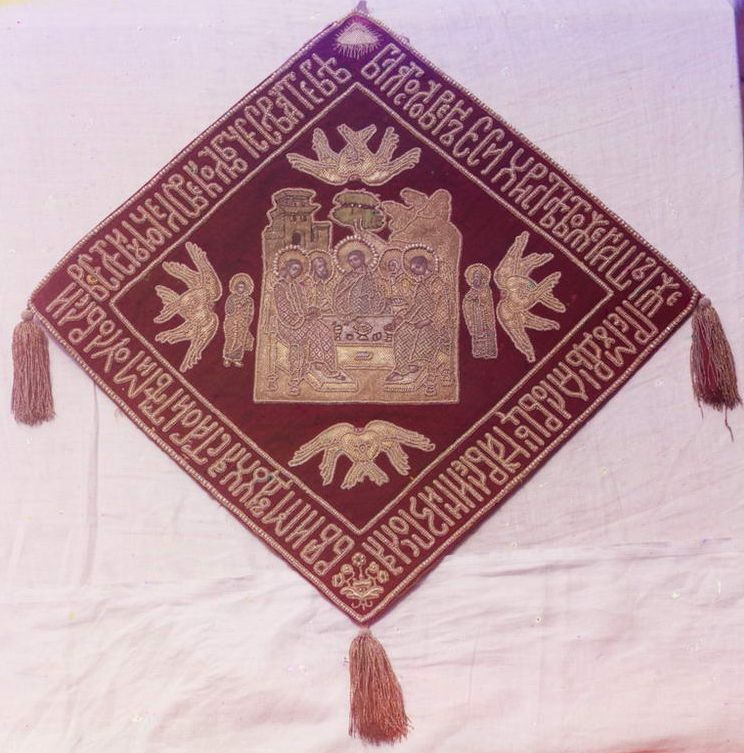
Bederniță rusească de la Mănăstirea Ipatiev.

Bedernița este o piesă din veșmintele arhiereului, în formă de romb și având brodată pe ea cu fir scena Învierii sau o cruce, care se leagă cu un șnur după gât și care atârnă la nivelul genunchiului drept, simbolizând sabia spirituală cu care trebuie înarmat arhiereul; se acordă și preoților pentru merite deosebite, o dată cu rangul onorific de iconom stavrofor.
Dreptul de a conferi această distincție îl au numai patriarhii și mitropoliții. Termenul provine din slavonescul nabedernniki, care înseamnă „peste coapsă”. Bedernița se confecționează din țesături de calitate înaltă, și are forma unui pătrat sau a unui romb, cu laturile variind de la 0,40 la 0,50 metri. Câmpul său se decorează fie cu scene religioase, fie numai cu simple semne simbolice, brodate în fir de aur, de argint și de mătase. În cultul creștin ortodox, ea simbolizează „sabia duhului prin care se ucid vrăjmașii credinței, cei văzuți și cei nevăzuți”, amintind totodată și de biruința lui Iisus asupra morții. 

## Vezi și
- Stihar